# Stephania lincangensis
Stephania lincangensis är en tvåhjärtbladig växtart som beskrevs av Hsien Shui Lo och M. Yang. Stephania lincangensis ingår i släktet Stephania och familjen Menispermaceae. Inga underarter finns listade i Catalogue of Life.